# Nuoto artistico ai campionati europei di nuoto 2020 - Squadre (programma tecnico)
La competizione a squadre programma tecnico di nuoto artistico ai Campionati europei di nuoto 2020 si è disputata il 12 maggio 2021 presso la Duna Aréna di Budapest in Ungheria. Hanno partecipato alla competizione 56 sincornette in rappresentanza di 7 nazioni.

## Risultati
La finale si è svota alle ore 16:00 (UTC+1).
| Class   | Nazione       | Sincronette | Punti   |
| ------- | ------------- | --- | ------- |
| Oro     | Russia        | Vlada Chigireva Marina Goliadkina Veronika Kalinina Svetlana Kolesnichenko Polina Komar Svetlana Romashina Alla Shishkina Marija Šuročkina      | 95.6705 |
| Argento | Ucraina       | Maryna Aleksiiva Vladyslava Aleksiiva Marta Fiedina Kateryna Reznik Anastasiya Savchuk Alina Shynkarenko Kseniya Sydorenko Yelyzaveta Yakhno    | 92.3920 |
| Bronzo  | Spagna        | Ona Carbonell Berta Ferreras Meritxell Mas Alisa Ozhogina Paula Ramírez Sara Saldaña Iris Tió Blanca Toledano                                   | 89.7700 |
| 4       | Bielorussia   | Vera Butsel Marharyta Kiryliuk Hanna Koutsun Kseniya Kuliashova Anastasiya Navasiolava Valeryia Puz Kseniya Tratseuskaya Aliaksandra Vysotskaya | 84.0494 |
| 5       | Israele       | Eden Blecher Shelly Bobritsky Maya Dorf Noy Gazala Catherine Kunin Nikol Nahshonov Ariel Nassee Polina Prikazchikova                            | 82.7741 |
| 6       | Svizzera      | Mila Egli Ilona Fahrni Emma Grosvenor Anouk Helfer Vivienne Koch Joelle Peschl Alissa Weibel Tessa Zollinger                                    | 82.3816 |
| 7       | Gran Bretagna | Isobel Blinkhorn Millicent Costello Daisy Gunn Cerys Larsen Aimee Lawrence Daniella Lloyd Robyn Swatman Laura Turberville                       | 79.0943 |